# Pinball Dreams 2
Pinball Dreams 2 è un videogioco di simulazione di flipper, sviluppato da Spidersoft e pubblicato da 21st Century Entertainment per MS-DOS nel 1994. È il seguito ufficiale di Pinball Dreams.

## Modalità di gioco
Il gioco si compone di quattro tavole, ognuna con un tema specifico, come il precedente Pinball Dreams.

### Neptune
Il tema di questa tavola include la mitologia l'esplorazione degli abissi marini.

### Revenge of the Robot Warriors
Il tema di questa tavola include la fantascienza e le battaglie contro i robot.

### Safari
Il tema di questa tavola include il safari, la fauna e la flora del continente africano.

### Stall Turn
Il tema di questa tavola include gli aeroplani d'epoca e le acrobazie aeree.

## Sviluppo
A differenza del precedente Pinball Dreams, non esiste alcuna conversione di Pinball Dreams 2 per altri sistemi oltre quello per cui è stato sviluppato, ovvero l'MS-DOS.
Il compositore Andrew Barnabas non ebbe accesso al gioco mentre ne componeva le colonne sonore, ma ricevette solo un elenco di titoli musicali e una copia di Pinball Dreams. Si lamentò del fatto che "non potevo nemmeno vedere come fosse il gioco: era come comporre al buio".